# Under the Influence: A Tribute to the Legends of Hard Rock
Az Under the Influence: A Tribute to the Legends of Hard Rock a brit, metalcore stílusú Asking Alexandria együttes második középlemeze. 2012. november 28-án jelent meg a Sumerian Records kiadó gondozásában. Az EP több népszerű hard rock együttes számának feldolgozását tartalmazza, valamint egy új szám is szerepel rajta Run Free címmel, mely a 2013 nyarán érkező új albumon, a From Death to Destiny-n is szerepelni fog.

## Számlista
| 1.    | Separate Ways (Journey cover)          | 5:23 |
| 2.    | Kickstart My Heart (Mötley Crüe cover) | 4:20 |
| 3.    | Here I Go Again (Whitesnake cover)     | 5:10 |
| 4.    | Hysteria (Def Leppard cover)           | 5:25 |
| 5.    | Run Free                               | 4:13 |
| 26:40 |                                        |      |

## Közreműködők
- Ben Bruce – gitár, háttérének, programming
- Danny Worsnop – ének, programming
- Sam Bettley – basszusgitár
- James Cassells – dobok
- Cameron Liddell – ritmusgitár